# Priorslee
Priorslee är en ort i civil parish St. Georges and Priorslee, i distriktet Telford and Wrekin, i grevskapet Shropshire, i England. Orten hade 7 239 invånare år 2021. Priors Lee var en civil parish 1898–1934 när blev den en del av Oakengates. Civil parish hade 2 644 invånare år 1931.